# Villa Sant’Angelo
Villa Sant’Angelo település Olaszországban, Abruzzo régióban, L’Aquila megyében. Lakosainak száma 487 fő (2023. január 1.). Villa Sant’Angelo Rocca di Mezzo, San Demetrio ne’ Vestini és Sant’Eusanio Forconese községekkel határos.

## Népesség
A település lakossága az elmúlt években az alábbi módon változott:
| Lakosok száma | 420  | 428  | 487  |
|               | 2017 | 2018 | 2023 |